# Сахно Юрій Юрійович
Ю́рій Ю́рійович Сахно́ — підполковник Збройних сил України, 26-та окрема артилерійська бригада.

## Нагороди
За особисту мужність і героїзм, виявлені у захисті державного суверенітету та територіальної цілісності України, вірність військовій присязі під час російсько-української війни нагороджений
- орденом Богдана Хмельницького III ступеня.